# 異丁酸甲酯
异丁酸甲酯是一种具示性式(CH3)2CHC(O)OCH3之有机化合物 。其為異丁酸之甲醇酯，在常溫常壓下為無色液體，常被用為溶剂。 

## 制备
异丁酸甲酯可以由甲醇和异丁酸反应而成。